# Пивец, Ян
Ян Пи́вец (чеш. Jan Pivec; 19 мая 1907, Прага, Австро-Венгрия, ныне Чехия — 10 мая 1980, там же) — чешский актёр театра и кино.

## Биография
Был известным чешским актёром, главным образом шекспировского репертуара. Снимался в кино. В 1963 году удостоен звания Народный артист ЧССР. Похоронен на мемориальном Виноградском кладбище (Прага).

## Театр
- «Сон в летнюю ночь» Шекспира — Оберон
- «Дама с камелиями» Дюма — Гастон Рио
- «Юлий Цезарь» Шекспира — Титиний
- «Ромео и Джульетта» Шекспира — Меркуцио
- «Фауст» Гёте — Мефисто
- «Макбет» Шекспира — Росс
- «Много шума из ничего» Шекспира — Бенедикт
- «Отелло» Шекспира — Родриго
- «Женитьба» Гоголя — Кочкарёв
- «Половчанские сады» Леонова — Юрий
- «Слуга двух господ» Гольдони — Труффальдино
- «Укрощение строптивой» Шекспира — Грумио
- «Отелло» Шекспира — Яго
- «Три сестры» Чехова — Прозоров
- «Ревизор» Гоголя — Сквозняк-Дмухановский
- «Чайка» Чехова — Тригорин
- «Виндзорские насмешницы» Шекспира — Фальстаф

## Избранная фильмография

### Актёр

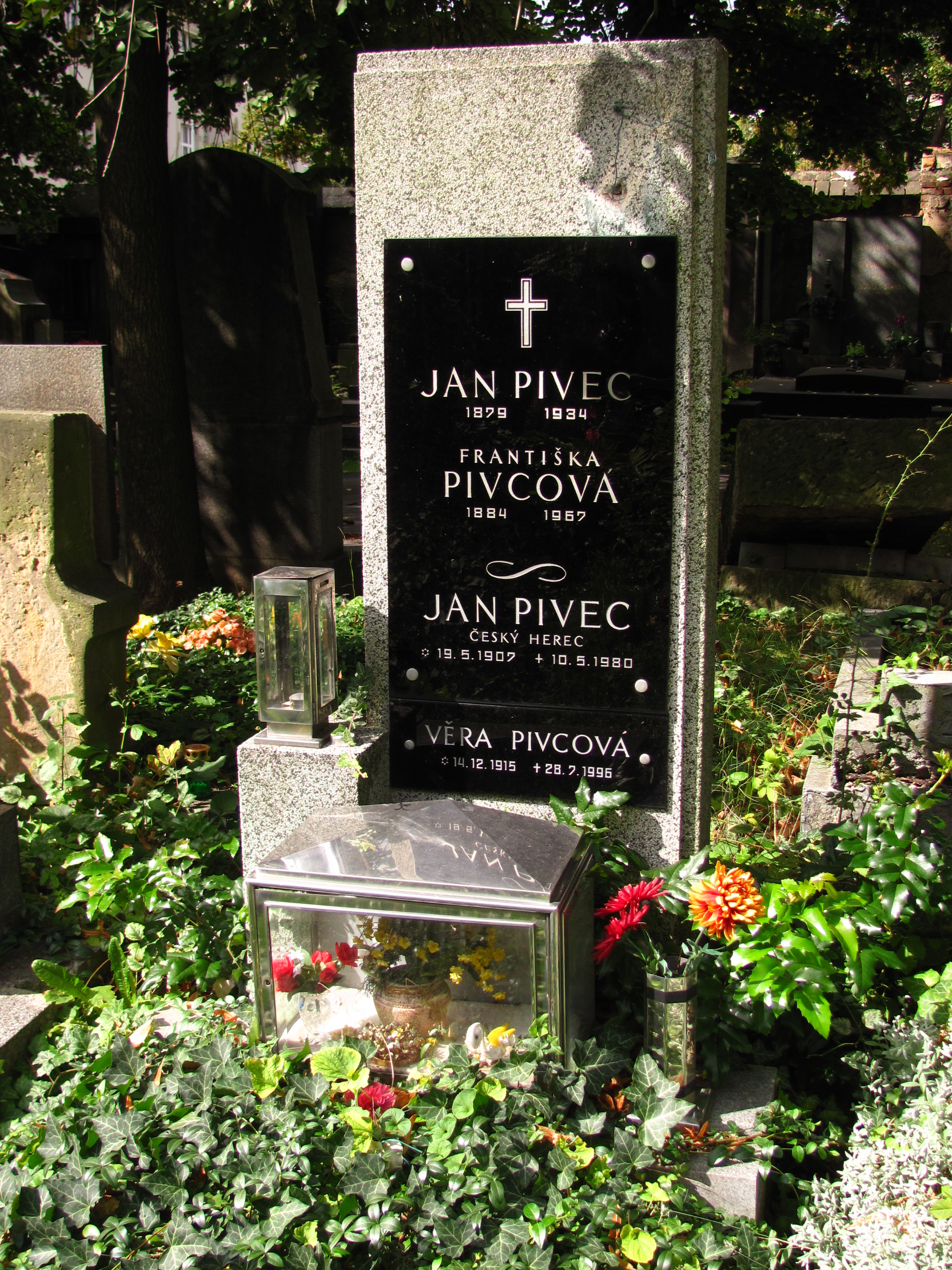
могила Яна Пивеца на Виноградском кладбище Праги

- 1926 — Хозяин Безоушек / Pantáta Bezousek
- 1936 – Верблюд — через игольное ушко / Velbloud uchem jehly – Фред Крупичка
- 1938 — Философская история / Filosofská historie — Frybort
- 1942 — Мужчины не стареют / Muzi nestárnou — Stána Járský
- 1949 — Дикая Бара / Divá Bára
- 1954 — Ян Гус / Jan Hus
- 1955 — Ян Жижка / Jan Žižka
- 1956 — Против всех / Proti všem
- 1958 — Гражданин Брих / Občan Brych
- 1962 — Идиот из Ксеенмюнде / Blbec z Xeenemunde

## Награды
- 1958 — Заслуженный артист ЧССР
- 1963 — Народный артист ЧССР